# Chorros
 Chorros es una película de Argentina filmada en colores dirigida por Jorge Coscia y Guillermo Saura sobre su propio guion escrito en colaboración con Julio Fernández Baraibar que se estrenó el 11 de septiembre de 1987 y que tuvo como actores principales a Víctor Laplace, Javier Portales, Norberto Díaz y Rodolfo Ranni.

## Sinopsis
Un grupo de empleados decide asaltar el Banco donde trabajan cuando se enteran de que está por ser vaciado por sus dueños.

## Reparto
| Actor                   | Personaje    |
| ----------------------- | ------------ |
| Víctor Laplace          | Pablo Ferrán |
| Javier Portales         | Piaggio      |
| Norberto Díaz           | Kaplan       |
| Rodolfo Ranni           | De La Cuesta |
| Marita Ballesteros      | Graciela     |
| Hugo Arana              | Traverso     |
| Mercedes Alonso         |              |
| Alberto Busaid          | Don Tito     |
| Danilo Devizia          |              |
| Paulino Andrada         |              |
| Edgardo Millán          |              |
| Luis Mazzeo             | Padilla      |
| Fausto Collado          |              |
| Diego Biondo            |              |
| Claudio Rissi           |              |
| Floria Bloise           |              |
| Mónica Núñez Cortés     |              |
| Miguel Fernández Alonso | Bozzini      |
| Gabriela Adeff          |              |
| Mirta Longo             |              |
| Carmen Pipino           |              |
| Eduardo Santoro         |              |
| Tamara Bell             |              |
| Jorge Gómez             |              |
| Silvana Silveri         |              |
| Luis Sturla             |              |
| Pablito Pometti         |              |
| Carlos Saúl Menem       | Gobernador   |

## Comentarios
Homero Alsina Thevenet en Página 12 escribió:

«El triste y trabajoso regreso a Liniers….producto deliberadamente abaratado para públicos generales, hecho por dos realizadores jóvenes y promisorios, que primero ambicionaron llegar a Estambul y después resolvieron volverse a Liniers.»

Claudio España en La Nación opinó:

«Comedia actual y divertida…Coscia y Saura prefieren la imagen al diálogo, y aunque éste abunda en hallazgos divertidos, sólo es parte de una pista sonora estupenda.»

Daniel López en La Razón opinó:

«Humor dominantemente adulto, inteligente, que nunca subestima al espectado….felizmente para el nivel de pacatería del cine argentino, éste es un film convenientemente amoral.»

Manrupe y Portela escriben:

«.…comedia fuera de lo común, despareja y con un asunto que pareciera haber merecido más dedicación.»